# John E. Hutton
John Edward Hutton (* 28. März 1828 im Polk County, Tennessee; † 28. Dezember 1893 in Mexico, Missouri) war ein US-amerikanischer Politiker. Zwischen 1885 und 1889 vertrat er den Bundesstaat Missouri im US-Repräsentantenhaus.

## Werdegang
Im Jahr 1831 zog John Hutton mit seinen Eltern nach Troy in Missouri, wo er später die öffentlichen Schulen besuchte. Anschließend unterrichtete er als Lehrer. Nach einem Medizinstudium am Pope’s Medical College in St. Louis und seiner Zulassung als Arzt begann er ab 1860 in Warrenton in diesem Beruf zu praktizieren. Während der ersten Phase des Bürgerkrieges diente Hutton im Heer der Union, in dem er es bis zum Oberst in einem Infanterieregiment aus Missouri brachte. Noch während des Krieges studierte er Jura und arbeitete nach seiner im Jahr 1864 erfolgten Zulassung als Rechtsanwalt in Warrenton. Seit 1865 war er in dem Ort Mexico ansässig, wo er bis 1873 als Anwalt praktizierte. Danach erwarb er eine den Demokraten nahestehende Zeitung, die er herausgab.
Hutton selbst war auch Mitglied dieser Partei. Bei den Kongresswahlen des Jahres 1884 wurde er im siebten Wahlbezirk von Missouri in das US-Repräsentantenhaus in Washington, D.C. gewählt, wo er am 4. März 1885 die Nachfolge von Aylett Hawes Buckner antrat. Nach einer Wiederwahl konnte er bis zum 3. März 1889 zwei Legislaturperioden im Kongress absolvieren. Im Jahr 1888 verzichtete Hutton auf eine weitere Kandidatur. Nach seinem Ausscheiden aus dem US-Repräsentantenhaus arbeitete er sowohl als Arzt als auch als Rechtsanwalt. Er starb am 28. Dezember 1893 in seinem Wohnort Mexico, wo er auch beigesetzt wurde.